# Croix du Hambot
La Croix du Hambot est située  au croisement des routes de Sabraham et de la rivière de bas au Nord du lieu-dit "Le Temple" sur la commune de  Guillac dans le Morbihan.

## Historique
La croix du Hambot fait l’objet d’une inscription au titre des monuments historiques depuis le 13 février 1929.

## Architecture
C'est une croix monolithe édifiée en Granit.
Le fût est rond et porte des sculptures représentant un feuillage.